# Émile Tyan
Émile Tyan (1901-1977) est un juriste libanais. 

## Biographie
Après avoir obtenu sa licence en droit à la Faculté française de droit au Liban en 1921 il présente sa thèse de doctorat à l'Université de Lyon en 1926. Il commence sa carrière comme avocat puis magistrat. Très vite il délaisse cette voie pour se consacrer exclusivement à l’écriture et à l’enseignement à la Faculté française de Droit de l'Université Saint-Joseph de Beyrouth où il a formé de très nombreuses générations de juristes. Sa science juridique l’a rendu une figure emblématique du corps professoral de la Faculté de droit de Beyrouth,.
Le Professeur Émile Tyan a été à côté des professeurs Negib Aboussouane, Bechara Tabbah et Choucri Cordahi un des quatre premiers enseignants libanais à la Faculté française de droit de Beyrouth. Il a été membre associé au comité de rédaction de l’encyclopédie de l’Islam ainsi qu’à d’autres comités et auteur de plusieurs rubriques. Il a écrit de nombreux ouvrages qui font référence en droit Libanais et musulman.
Un prix ÉMILE TYAN est décerné tous les deux ans par le CEDROMA au nom de la Faculté de droit et des sciences politiques de l’U.S.J., thèse honorant un ouvrage rédigé en langue française et se rapportant directement ou indirectement aux droits des pays arabes,.
En 2013 l'Université Saint-Joseph et l’Institut de France, créent le «Prix Berytus Nutrix Legum ». L’objet de ce prix attribuable tous les deux ans est destiné à honorer les plus grands juristes libanais et du monde qui se sont illustrés en droit français principalement. Émile Tyan a été le premier à recevoir ce prix en même temps que de très grands juristes, Jean Carbonnier, Henri Batiffol, Paul Roubier et Abd el-Razzak el-Sanhouri,. 
Durant sa carrière il a occupé sans délaisser le professorat, les fonctions de Conseiller à la Cour d’appel puis de Premier Président de la Cour de cassation en 1947 ainsi que ministre de la Justice à deux reprises (1957 et 1965). Refusant l’ingérence du pouvoir politique, il a démissionné à deux reprises de ses postes de Premier Président de la Cour de cassation et de ministre de la Justice.
Il a été l'artisan de grandes réformes législatives : il a rédigé le projet de la loi successorale pour les non-musulmans qui a occasionné lors de sa parution en 1959, un bouleversement dans la législation ottomane en vigueur à l’époque et établi pour la première fois dans un pays arabe l’égalité entre l’homme et la femme en matière de succession (applicable aux non-musulmans), et celle de 1967 sur la reconnaissance des jugements étrangers qui a été reprise dans le code de procédure civile.
Il y a peu de domaines du droit libanais auxquels Émile Tyan n’a pas apporté une importante contribution; mais le droit musulman, le droit international privé et le droit commercial sont les domaines auxquels il a consacré ses ouvrages magistraux. Émile Tyan a au départ travaillé sur le droit musulman. Sa thèse a porté sur le droit pénal musulman, intitulée "Le système de responsabilité délictuelle en droit musulman" (1926). Il a également publié "Histoire de
l'organisation judiciaire en pays d'Islam" (1938), et travaillé sur le droit public musulman, où il a laissé plusieurs ouvrages de référence, tel qu'"Institutions du Droit public musulman - "Sultanat et Califat". Il a également contribué à l'Encyclopédie de l'Islam jusqu'en 1977,,,,.
Il a surtout publié plusieurs ouvrages juridiques, entre autres le Droit commercial (Tome I et Tome II), qui constituent la principale référence en la matière pour tous les magistrats, avocats et juristes, ainsi que le Droit international privé, le Droit de l’Arbitrage, la Prescription, etc. et d’innombrables notes dans plusieurs domaines du droit. 
Mise à jour du droit commercial tome I éditions Librairie HACHETTE- ANTOINE novembre 2017 (14)
Remise prix Emile Tyan décembre 2017 (15)

## Vie privée
Né en 1901, il s’est marié en 1933 avec Hoda Kassab avec comme témoin de mariage Michel Chiha dont il était très proche. Ils ont eu cinq enfants.

## Études
Études secondaires chez les Pères Jésuites à l’Université St Joseph - Beyrouth. 
1921 : Licencié en droit de la Faculté française de droit 
1926 : Docteur en droit à la Faculté de droit de l’Université de Lyon. Sujet de thèse : «système de responsabilité délictuelle en droit musulman»

## Carrière
1922 : Inscription au barreau de Beyrouth au cabinet de Maitre Charles Fabia où il effectua son stage puis a maintenu par la suite sa collaboration jusqu'à sa nomination de Conseiller à la Cour d'Appel présidée par l'ancien premier Ministre Sami Solh. 
1923 : Maître-Assistant à l’École française de droit.
1927 : Chargé de cours à l’École française de droit.
1929 : Conseiller à la Cour d’appel de Beyrouth.
1934 : Président délégué de la Cour d’appel de Beyrouth.
1938 : Démission de la magistrature et nomination à titre de Professeur titulaire à l’École française de droit.
1940 : Chargé de mission au service législatif du Haut Commissariat Français.
1948 : Premier Président de la Cour de cassation et Président du Conseil suprême de la magistrature.
1956-1957 : Ministre de la Justice.
1965-1966 : Ministre de la Justice.
Pendant cette période à la magistrature et au gouvernement, il a maintenu son enseignement à la Faculté de droit.

## Principales œuvres

### En langue française
- Le système de responsabilité délictuelle en droit musulman, thèse pour le doctorat en sciences juridiques à l'Université de Lyon, Premier prix au concours de thèse, Imprimerie catholique, Beyrouth, 1926.
- Histoire de l'organisation judiciaire en pays d'Islam, préface d'Édouard Lambert, Annales de l'Université de Lyon,Tome I, éd. Sirey, Paris, 1938, . Cet ouvrage a été couronné par l’Académie française des Inscriptions et Belles-Lettres en 1946, Prix de Clerq.
- Histoire de l'organisation judiciaire en pays d'Islam, Tome II,  éd. Brill.
- Le notariat et le régime de la preuve par écrit dans la pratique du droit musulman, Annales de l'école française de droit de Beyrouth, 1945.
- Institutions du droit public musulman, Tome I  : Le Califat,  éd. Sirey, 1954.
- Institutions du droit public musulman, Tome II : Sultanat et Califat, éd. Sirey, 1956.

Ces deux derniers ouvrages ont été réimprimés par les soins du "Centre d'études des droits du monde arabe" de l'Université Saint-Joseph, en un seul volume en 1999 intitulé : 
- Institutions du droit public musulman. V.Bibliographie.- CEDROMA - USJ, 1999 (réédition).
- Notes sommaires sur le nouveau régime successoral au Liban, L.G.D.J., Paris, 1960.
- Précis de droit international privé, éd.Antoine, Beyrouth, 1966.
- Droit commercial, Tome I, éd. Antoine, Beyrouth, 1968, en cours de réédition.
- Droit commercial, Tome II, éd. Antoine, Beyrouth, 1970.
- Le droit de l'arbitrage, éd. Antoine, Beyrouth, 1972.
- Droit international privé, éd. Antoine, Beyrouth, 2e éd., 1972.
- Études de droit commercial, éd. Antoine, Beyrouth, 1974.
- La prescription, éd. Antoine, Beyrouth, 1977.

### En langue arabe
- لقانون المدن اللبناني : النظم العقاري في لبنان : محاضرات [Le droit civil libanais : le régime foncier au Liban : conférences], Ligue arabe - Institut des hautes études arabes, Le Caire, 1955.
- محاضرات عن احكام المياه والمناجم والمقالع والاثار [Conférences sur les règlementations de l'eau, des mines, des carrières et antiquités], Ligue arabe - Institut des hautes études arabes, Le Caire, 1958.
- Statut des sociétés commerciales du Liban (ouvrage en arabe groupant une série de conférences données à la Faculté de Tunis), 1962.